# Vaughnictis

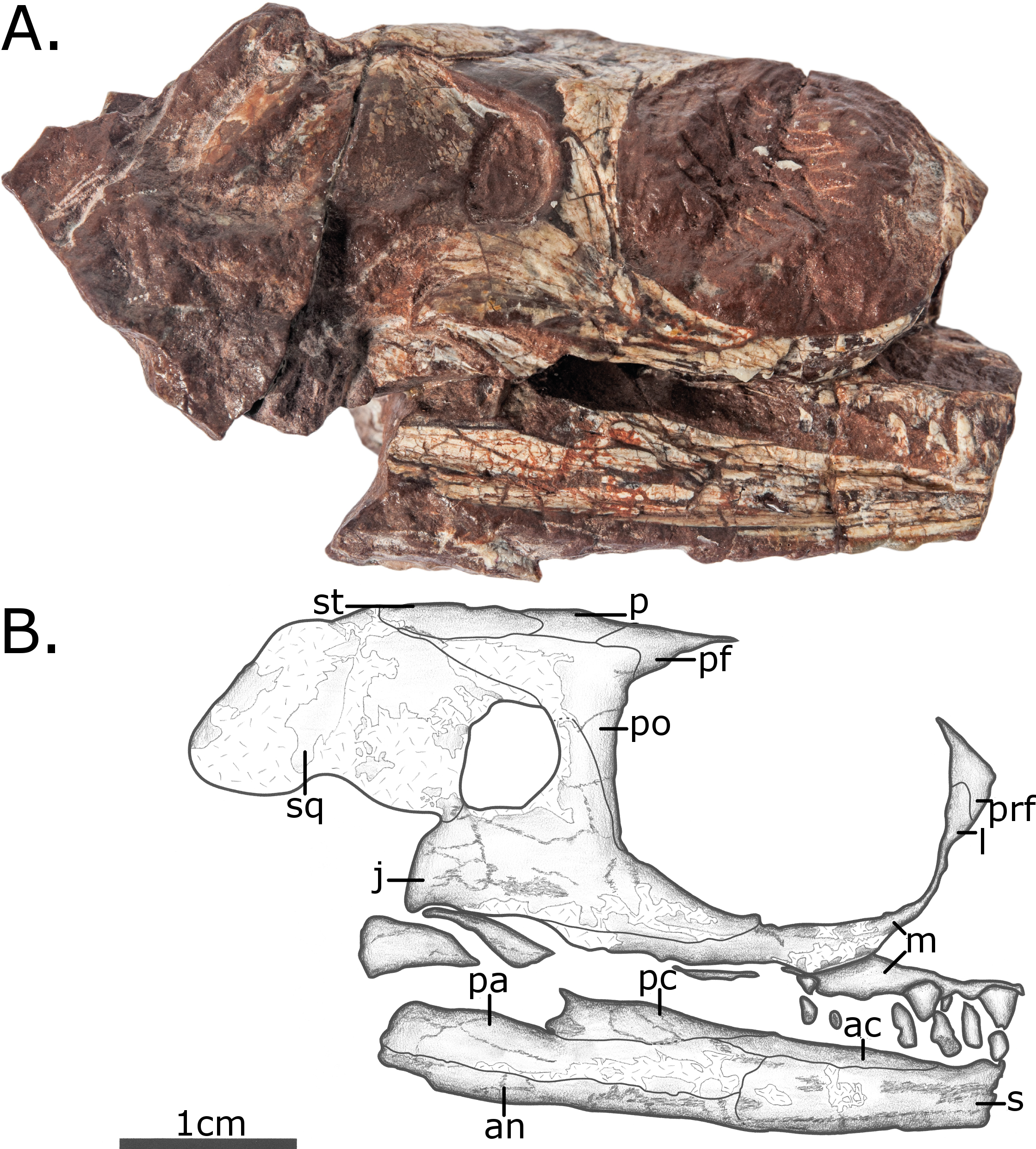
Vaughnictis smithae

Vaughnictis — вимерлий рід синапсидів ранньої пермі в Колорадо з родини Eothyrididae. Спочатку він був віднесений до роду Mycterosaurus, перш ніж був віднесений до нового роду Vaughnictis. Він відомий за частковим черепом, задньою кінцівкою та кількома ребрами. Він тісно пов'язаний з Eothyris.